# ۵۶ عقاب
۵۶ عقاب یک ستاره است که در صورت فلکی عقاب قرار دارد.